# Charmian Purcell
Charmian Luana Purcell, coniugata Mellars (Papakura, 7 gennaio 1979), è una cestista neozelandese.
È la sorella di Natalie Purcell.

## Carriera
Con la Nuova Zelanda ha disputato i Giochi olimpici di Pechino 2008 e i Campionati oceaniani del 2009.